# Entalophora unifasciata
Entalophora unifasciata är en mossdjursart som först beskrevs av Canu och Bassler 1929.  Entalophora unifasciata ingår i släktet Entalophora och familjen Entalophoridae. Inga underarter finns listade i Catalogue of Life.